# Francisco Giner de los Ríos
Francisco Giner de los Ríos (Ronda, 10 de octubre de 1839 - Madrid, 18 de febrero de 1915) fue un pedagogo, filósofo y ensayista español. Discípulo de Julián Sanz del Río, creador y director de la Institución Libre de Enseñanza (ILE), impulsó también proyectos complementarios como el Museo Pedagógico Nacional (1882-1941), la Junta para Ampliación de Estudios (1907-1938), la Residencia de Estudiantes (1910-1939) y las Colonias Escolares, y proyectos que se materializarán años después de su muerte, como las Misiones Pedagógicas (1931-1937), concebidas en su origen como Misiones Ambulantes. En su planteamiento de la universidad ideal Francisco Giner propuso que, como tal institución, fuera "no sólo una corporación de estudiantes y sabios, sino una potencia ética de la vida".
Tras la guerra civil española, la obra de Giner en general, y la ILE en particular, fueron condenadas por el régimen de Franco, dentro del proceso de depuración del magisterio español, por considerar que su obra educativa introducía subrepticiamente el liberalismo condenado por la Iglesia.

No comprendo por qué odian de esa manera a las Misiones. Las Misiones no hacen más que educar. Y a España la salvación ha de venirle por la educación.
Bartolomé Cossío, Manuel (3 de septiembre de 1935). Heraldo de Madrid. A raíz del fallecimiento de Cossío en la madrugada del día anterior

Parte de las enseñanzas y el legado de Francisco Giner de los Ríos se recuperaron a partir de 1982.

## Biografía

### Periodo de formación
Francisco Giner de los Ríos nació en el otoño de 1839 en la localidad malagueña de Ronda. Hijo primogénito de Bernarda de los Ríos Rosas, hermana del político Antonio de los Ríos Rosas, y de Francisco Giner de la Fuente, funcionario de Hacienda. En marzo del mismo año en que nació Giner se inauguraron las Escuelas Normales para maestros, y en enero de 1840 nació Gumersindo de Azcárate.

En 1848 es alumno de Segunda Enseñanza en el Colegio de Santo Tomás, de Cádiz, continuándola en el Instituto de Alicante en 1851, donde obtiene el Bachiller en Filosofía un año después. Se traslada entonces a Barcelona, estudiando preparatoria de Jurisprudencia en la Universidad de la Ciudad Condal y cayendo en la órbita de admiradores de la personalidad del filósofo Francisco Javier Llorens y Barba. En 1853 Giner se trasladó a Granada, en cuya Universidad llegaría a sacar la licenciatura de Derecho y el bachillerato de Filosofía y Letras. Pero lo más importante quizá del periodo granadino de Giner fue su lectura de los manuales que sobre el krausismo se habían traducido recientemente.

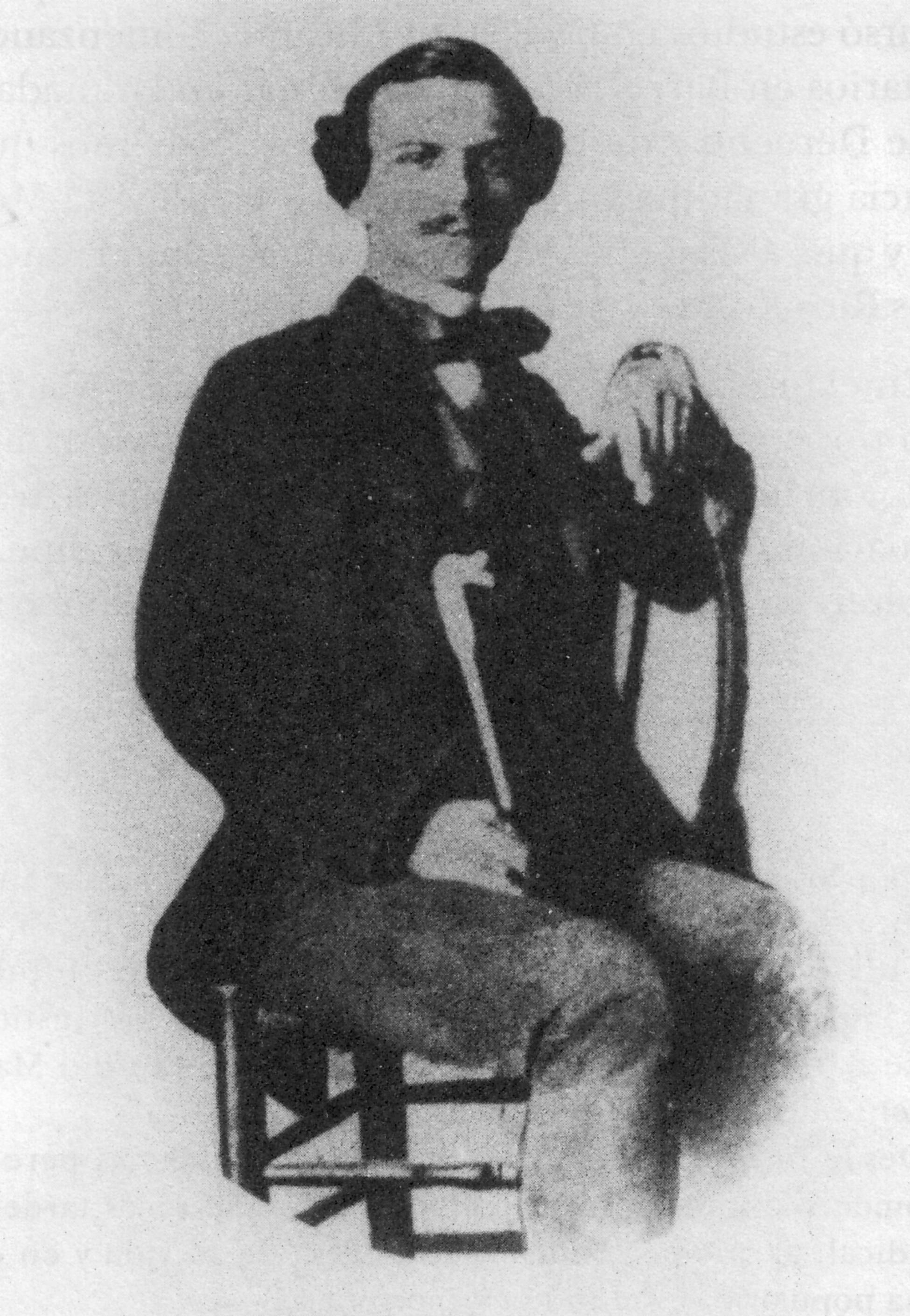
Francisco Giner de los Ríos en 1856, a los diecisiete años de edad.

En 1856, con diecisiete años, se instaló provisionalmente en Madrid, en la casa que sus padres alquilaron en el número 60 de la calle Mayor. Pronto volvió a Granada, donde tuvo como compañeros de carrera a Nicolás Salmerón, a Juan Facundo Riaño y Montero y a José Fernández Jiménez. De ese periodo son sus colaboraciones en la Revista Meridional; también hace 'vida de sociedad' y pinta. Un viaje a Sevilla le permite descubrir el Curso de Derecho Natural de Heinrich Ahrens, traducido por Navarro Zamorano.
A partir de 1863, de nuevo en Madrid, Giner alternó su trabajo como agregado diplomático en el Ministerio del Estado, con su tarea en la Universidad Central, donde entró en contacto e hizo amistad con Julián Sanz del Río, introductor en España del ideario krausista. En ese mismo entorno universitario conocería a Fernando de Castro y Gumersindo de Azcárate y, en 1865, se doctoró en Derecho. También frecuentó el Ateneo y el "Círculo filosófico" de la calle de Cañizares. El 9 de octubre de 1865 muere su madre, Bernarda de los Ríos. Meses después, ya en 1866, Giner publicó su primer libro: Estudios literarios, y ganó por oposición la cátedra de Filosofía del Derecho y Derecho Internacional, en la Universidad de Madrid, de la que tomó posesión al año siguiente.
En ese año de 1867, un Decreto con fecha de 22 de enero, del ministro de Fomento, Manuel Orovio Echagüe desató el cisma en la Universidad. Como resultado, en 1868 Sanz del Río, de Castro y Salmerón fueron separados de sus cátedras; Giner se solidarizó con ellos y quedó suspenso en mayo de ese año. El oportuno cambio político producido por la Revolución de Septiembre repuso a los catedráticos separados y suspensos, decisión que el nuevo ministro de Fomento, Manuel Ruiz Zorrilla confirmó, quedando rubricada por el decreto de "libertad de enseñanza".

Durante el curso 1874-1875, en el ínterin de la batalla universitaria, Joaquín Costa presentó a Giner a un joven Cossío, que llegaría a ser su 'lugarteniente' y luego sucesor. En ese periodo y en colaboración con Alfredo Calderón, se publican Prolegómenos del derecho. Principios de derecho natural y la traducción del Compendio de Estética, de Krause.

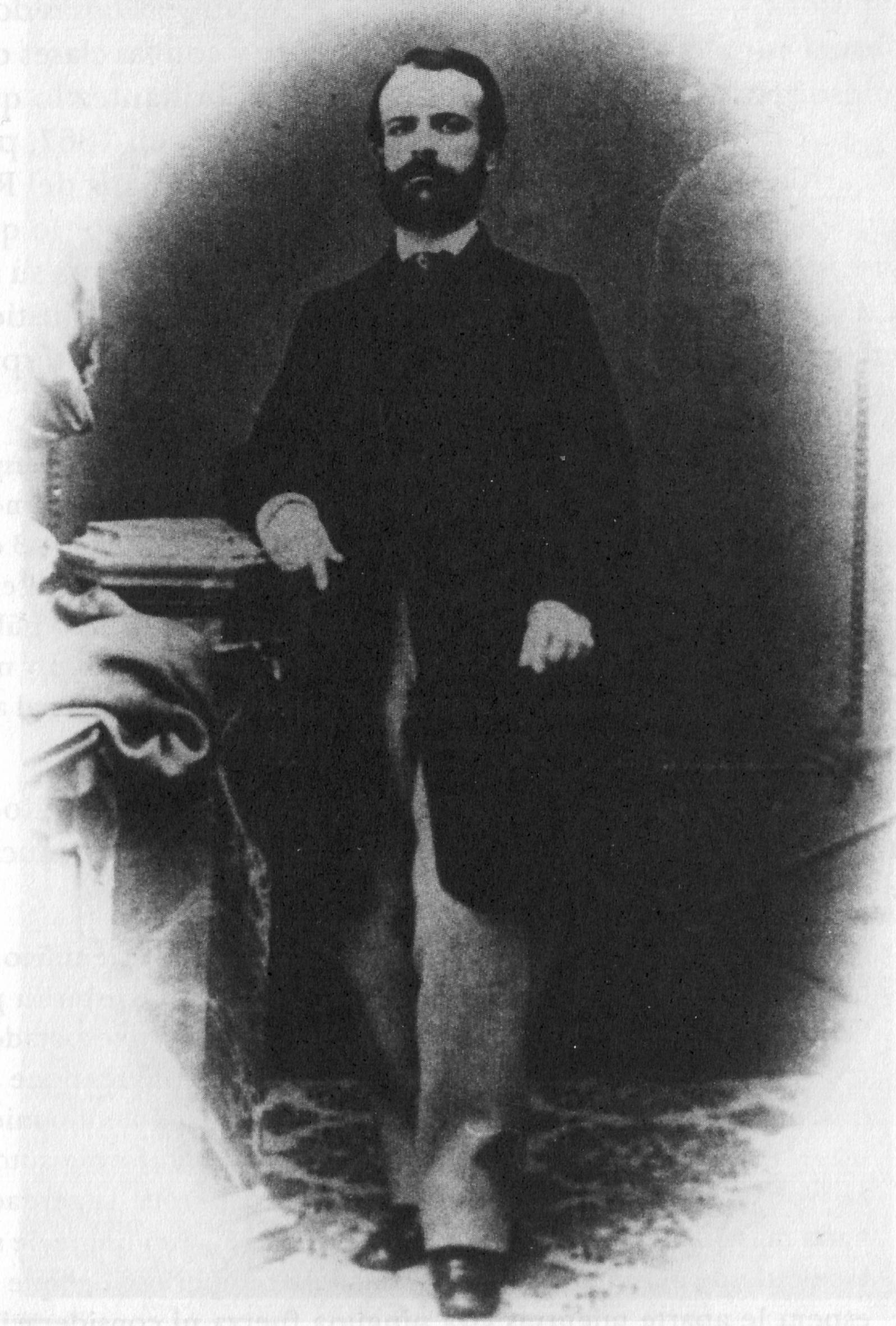
Francisco Giner de los Ríos en 1863.

Con Cánovas del Castillo como presidente del Consejo de Ministros, fue repuesto Orovio al frente del Fomento. Un nuevo decreto atentando contra la libertad de cátedra desencadenó de nuevo las consiguientes protestas de los sectores liberales de la enseñanza. La reacción inmediata fue la detención y confinamiento, entre otros muchos, de los profesores Azcárate, González de Linares, los hermanos Calderón y Giner, que en la madrugada del 1 de abril de 1875 fue trasladado a Cádiz y recluido en la prisión militar del Castillo de Santa Catalina. Su delicado estado de salud hizo que fuera trasladado al día siguiente al Hospital. En esa primavera, los profesores confinados engendraron la posibilidad de una Universidad libre. Giner conoció al meteorólogo Augusto Arcimís, al geólogo José Macpherson y Hemas y a Alejandro Sanmartín, entre otros intelectuales que luego se comprometieron con la Institución Libre de Enseñanza. A finales del verano de ese año, levantado el confinamiento, Giner perfiló el proyecto con los González de Linares en su casa de Cabuérniga, y con Riaño en Toledo. Ese año de 1875 aparecieron Estudios jurídicos y políticos y la traducción de los Principios de Derecho natural, de Roeder (1806-1879).
El 21 de octubre de 1876, siete días antes de que se iniciase el primer curso de la ILE, Giner conoció en Bilbao a María Machado.

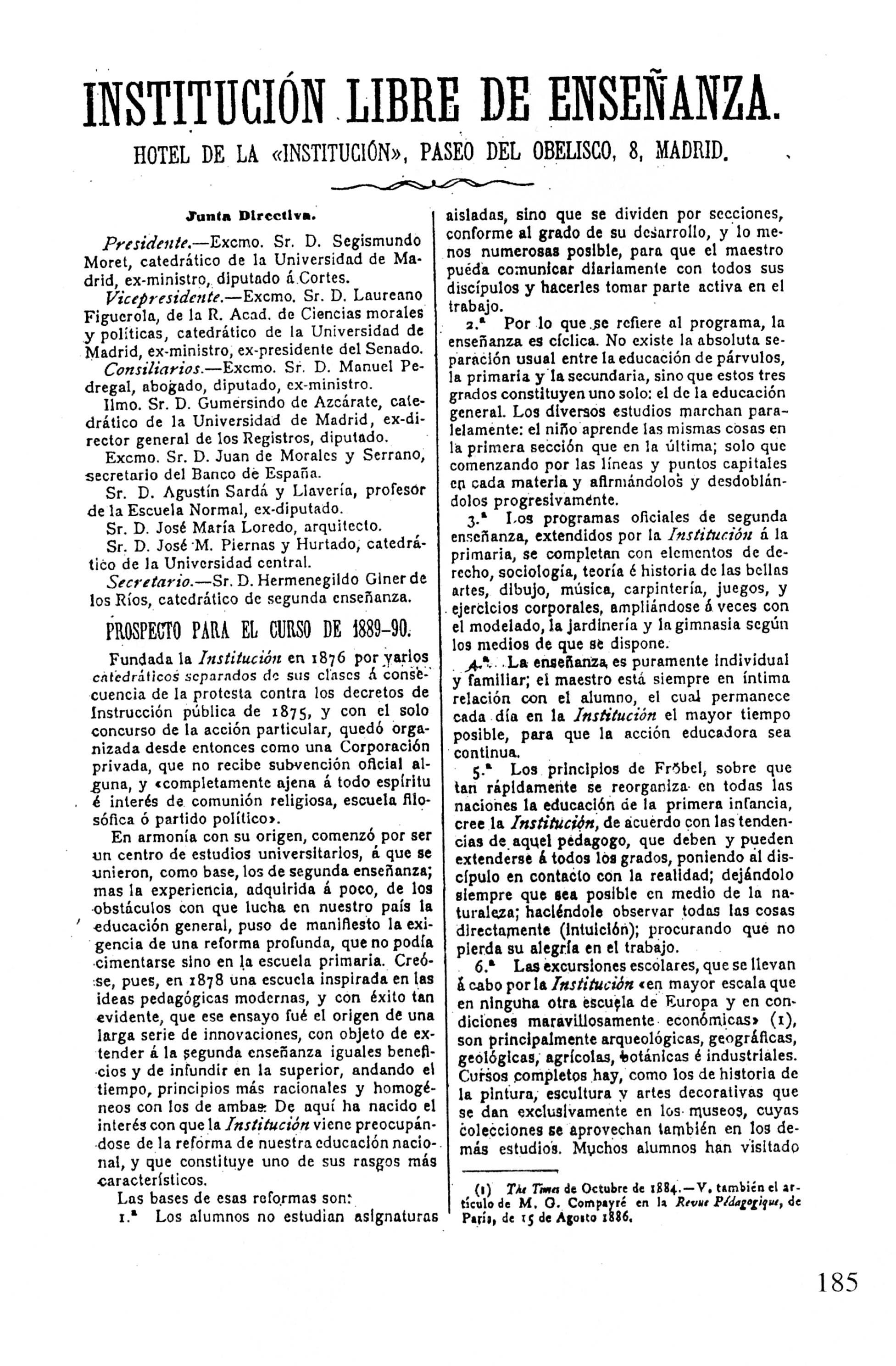
Anuncio de la Junta Directiva de la ILE para el curso 1889-1890.

#### Nacimiento de la ILE
El 29 de octubre de 1876 Giner asistió a la apertura del primer curso de la Institución Libre de Enseñanza, con el único título y cargo de profesor. Durante los siguientes años viajó mucho y publicó algunos ensayos en forma de libro y en revistas especializadas, dirigió el Boletín de la ILE y desplegó una incansable cruzada de captación de colaboradores y futuros institucionistas esenciales como sería el caso de Cossío.

### Periodo de realización
En mayo de 1880 Giner fue nombrado rector de la Institución,  Continuando además como director del BILE (Boletín de la Institución Libre de Enseñanza).
Tras la dimisión de Cánovas el 8 de febrero de 1881 y la formación del primer gobierno liberal de la Restauración, Giner y los demás catedráticos fueron restituidos en sus cátedras por Real Orden del nuevo Ministro de Fomento, José Luis Albareda. Con el apoyo ahora del aparato gubernamental, la Institución Libre de Enseñanza afianzó su estructura como modelo de calidad y adquirió renombre nacional y proyección internacional. 

#### La excursión a Lisboa
El verano de 1883, Giner, Cossío (alumno, hijo adoptivo, soldado, amigo, confidente y espejo), y un grupo de alumnos y profesores —estos últimos participando en etapas—, partieron de Madrid el 14 de julio con la intención de llegar a Lisboa tras un largo periplo; objetivo que consiguieron a primeros del mes de octubre de aquel año. La excursión recorrió la sierra de Guadarrama, parte de la costa Cántabra, Asturias y León, Picos de Europa, encontrándose en La Coruña el 10 de septiembre. Calificada como "memorable excursión" en los anales de la Academia de la Historia, tuvo entre los participantes adultos a personajes como Julián Besteiro, José Garay, Jerónimo Vida, Raimundo Martínez Vaca, Jorge Arellano, Darío Cordero, Alejandro y Eduardo Chao y Pedro Blanco López. Entre 1884 y 1885 el maestro tuvo que someterse a una delicada intervención quirúrgica.
Con otro modelo de viaje, en 1884, Giner y Cossío asistieron al Congreso Pedagógico Internacional de Londres, y dos años después recorrieron juntos Francia, los Países Bajos e Inglaterra, acompañados por varios alumnos de la ILE. Ese año de 1886, el maestro publicó Estudios sobre educación, al que siguieron en los años siguientes otros manuales pedagógicos de su obra esencial: Educación y enseñanza (1889), Estudios sobre artes industriales (1892), Resumen de Filosofía del Derecho (1889), con Alfredo Calderón Estudios y fragmentos sobre la teoría de la persona social (1899). En 1887, el estado mayor de la ILE se reunió en Villablino con el industrial y filántropo Francisco Fernández-Blanco y Sierra-Pambley, para la puesta en marcha de la Fundación Sierra-Pambley, creada junto con la Escuela de Enseñanza Mercantil y Agrícola.
En 1890, muere en Lisboa su padre, Francisco Giner de la Fuente, a los ochenta años de edad.
El maestro Giner falleció el 18 de febrero de 1915 en la casa del paseo del Obelisco. Tras su muerte, se creó la Fundación que lleva su nombre, el 14 de junio de 1916.

## El universo de la ILE
Toda la filosofía y el esfuerzo de Francisco Giner de los Ríos se vieron compensadas por los proyectos que, emanando de la Institución compusieron su universo pedagógico, científico y humanista:
- El Museo Pedagógico Nacional, dirigido por Cossío desde 1882, con Domingo Barnés Salinas y Rafael Altamira como secretarios, Lorenzo Luzuriaga como encargado de publicaciones, y Ricardo Rubio como tesorero y gestor;
- la Junta para Ampliación de Estudios e Investigaciones Científicas, precedente del CSIC,[13] creada en 1907, dirigida por Santiago Ramón y Cajal y organizada por el institucionista José Castillejo.

Dirigidos, coordinados o en estrecha colaboración con la JAEIC (Junta para la Ampliación de Estudios e Investigaciones Científicas), se crearon las siguientes instituciones:
- la Residencia de Estudiantes, creada en 1910 y dirigida por Alberto Jiménez Fraud;
- el Centro de Estudios Históricos, creado en 1910 bajo la dirección de Ramón Menéndez Pidal, secundado en los distintos departamentos por Américo Castro, Tomás Navarro Tomás, Eduardo Martínez Torner o Rafael Lapesa;
- el Instituto Nacional de Ciencias Físico-Naturales, también de 1910;
- el Instituto-Escuela, abierto en 1918.

Otros proyectos materializados por la ILE:
- las Misiones Pedagógicas, impulsadas por Cossío entre 1932 y 1936;
- las Colonias Escolares, modelo de los futuros campamentos escolares de verano;
- También pueden mencionarse como proyectos paralelos, instituciones como la Fundación Sierra-Pambley, concebida en Villablino (León) en 1887.

### Profesorado, alumnos y colaboradores
Aunque la nómina de profesores, alumnos y colaboradores en algún momento relacionados con la ILE sería interminable, hay que recordar, a título orientativo, los nombres de Leopoldo Alas «Clarín», Rafael Altamira y Crevea, Manuel Azaña, Gumersindo de Azcárate, Manuel Bartolomé Cossío, Aureliano de Beruete, Julián Besteiro, Bosch Gimpera, Alejandro Casona, Joaquín Costa, Manuel de Falla, María Goyri, Juan Ramón Jiménez, Antonio Machado, María Moliner, Severo Ochoa, Eugenio d'Ors, José Ortega y Gasset, Alfonso Reyes Ochoa, Fernando de los Ríos, Pedro Salinas, Luis Simarro, Miguel de Unamuno, María Zambrano. Quizá puedan añadirse aquí algunos nombres importantes en la proyección nacional e internacional de la cultura española que, si bien no fueron alumnado directo de la Institución, sí lo fueron de uno de sus buques insignia, la Residencia de Estudiantes; así, dentro de esa órbita podría mencionarse a Luis Buñuel, Salvador Dalí, Federico García Lorca, Jorge Guillén, Rafael Alberti, Blas Cabrera, Manuel Altolaguirre, José Moreno Villa y tantos otros.

## Iconografía

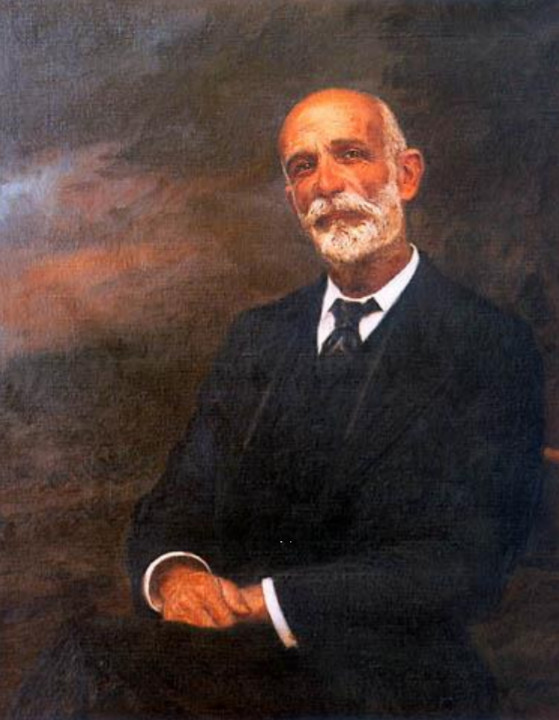
Giner en 1908, pintado por Sorolla.

Manuel Bartolomé Cossío, mano derecha de Giner y su continuador en el sueño de la Institución Libre de Enseñanza, dejó este boceto de su maestro y compañero:

A su espíritu en perpetua vibración, acompañaba un cuerpo pequeño y también en movimiento perpetuo, coronado de una nobilísima cabeza grande, con cara algo alargada, ojos castaños, de una extraña mezcla, según los momentos, entre bondadosos y agresivos; barba en punta, espesa y dura, que fue blanca desde los cuarenta años, y hasta entonces negra como el pelo, que perdió muy joven. En conjunto, en color y en estructura, si se descuenta la energía de sus rasgos, recordaba a los santos de Ribera.
Manuel B. Cossío

Son innumerables los retratos literarios que han quedado de Francisco Giner de los Ríos, tan innumerables como —en su inmensa mayoría— desproporcionados. Todos los que le conocieron y trabajaron con él cayeron bajo el influjo de la coherencia de su obra y se rindieron ante el indudable poder de su personalidad de líder. Y sin embargo es muy escasa la iconografía visual del profesor. Apenas un par de retratos al óleo; el uno, pintado en Alicante hacia 1852 por el sevillano Manuel Ojeda y Silés, muestra a un Giner niño. El otro, fue obra de Sorolla en 1908.
También escasas son las fotografías de Giner, pues según Jiménez-Landi, el maestro "aborrecía que le hiciesen retratos". La instantánea suya más conocida quizá sea la que le hizo (para adjuntarla en el carné de un billete kilométrico) su discípulo Valentín Sama, hijo de Joaquín Sama. No obstante, de entre los retratos literarios sobresale por su profundidad psicológica el que le hizo su alumno Antonio Machado:

Era don Francisco Giner un hombre incapaz de mentir e incapaz de callar la verdad; pero su espíritu fino, delicado, no podía adoptar la forma tosca y violenta de la franqueza catalana, derivaba necesariamente hacia la ironía, una ironía desconcertante y cáustica, con la cual no pretendía nunca herir o denigrar a su prójimo, sino mejorarle. Como todos los grandes andaluces, era don Francisco la viva antítesis del andaluz de pandereta, del andaluz mueble, jactancioso, hiperbolizante y amigo de lo que brilla y de lo que truena. Carecía de vanidades, pero no de orgullo; convencido de ser, desdeñaba el aparentar. Era sencillo, austero hasta la santidad, amigo de las proporciones justas y de las medidas cabales. Era un místico, pero no contemplativo ni extático, sino laborioso y activo. Tenía el alma fundadora de Teresa de Ávila y de Iñigo de Loyola; pero él se adueñaba de los espíritus por la libertad y por el amor. Toda la España viva, joven y fecunda acabó por agruparse en torno al imán invisible de aquél alma tan fuerte y tan pura.
Antonio Machado

## Pensamiento pedagógico

### Influencia krausista
Continuando la fórmula ecléctica del krausismo español (o a la española), generado por Sanz del Río en el último tercio del siglo XIX y los primeros años del XX, Giner ejerció un influjo profundo y especial en sus "discípulos". Está bastante generalizada la opinión de que su esfuerzo y su método contribuyeron a la renovación de la vida intelectual española. También parece claro que el objetivo vital de Giner de los Ríos fue "regenerar el país a través de las conciencias, la revolución de las conciencias. Quería crear hombres íntegros, cultos y capaces, sobre la base de la idea de que los cambios los producen los hombres y las ideas, no las rebeliones ni las guerras".

### Concepto de educación, educando y educador
A partir de la crítica de la sociedad, considera que es necesario un cambio en las personas a través de la educación, y que esta educación no sea impuesta por un colectivo grande, sino que lo adquieran los individuos por su cuenta. Esta educación tiene dos objetivos principales: conseguir que los individuos adquieran un pensamiento crítico y consolidar el conocimiento científico como el único válido y libre.
Para estos objetivos, Giner confía en dos elementos: la realidad en la que vive el autor y la sociedad de aquella época y por otra parte, una creencia ficticia: las personas deben pensar que tienen confianza suficiente para que la sociedad progrese.
Hay que tener en cuenta que el autor define la educación como “una acción universal y difusa en la cual el educador desempeña la función de inducir al educando a que piense”, de manera que no solamente sirve para que el educando aplique sus aprendizajes en la vida cotidiana. Este proceso de educación no debe terminar nunca, no debe limitarse a conseguir una meta y que cuando se consiga esa meta, se acabe.
Esto significa que el educador ya no es aquella persona que transmite los contenidos, sino que tiene una tarea más compleja, con la finalidad que se ha mencionado antes. El educador lo estudia desde dos perspectivas: la función y la formación, sobre todo a la segunda. Considera muy importante educar a los futuros educadores, tanto para que adquieran conocimientos como para que adquieran valores y cumplan con la finalidad de “formar hombres” (que luego se verá en la ILE). Así mismo, el educador no puede influir negativamente en el educando, sino que debe mantener las formas en todo momento.
Cabe mencionar que en la práctica, recomendaba el método cíclico, que consistía en la enseñanza general de diferentes materias, de manera que poco a poco se irían profundizando año tras año. A su vez, el educando busca información para fomentar esta profundización y a su vez, ir relacionando la información encontrada.

### Método intuitivo
En cuanto al método pedagógico, en su trazado elemental definido por el propio Giner como el método intuitivo, aparece como un cóctel de la filosofía socrática y la práctica franciscana, en las que el maestro influye en sus alumnos "no por su autoridad, sino por su conocimiento y su amor". En el método institucionista, la relación entre los alumnos y el profesor era íntima, cercana, familiar, para así poder influir mejor en su conciencia. En la práctica, cada alumno tenía un cuaderno (y no un libro académico) con el que trabajaba. Los exámenes memorísticos no existían. Las excursiones eran frecuentes, a museos de todo tipo, a fábricas, al campo, etc.

### La crisis de la universidad
La Universidad debería ser el grado más alto o la educación más superior en todos los aspectos; luego para este autor, debe tener un carácter general y a la vez, profesional. Pero claro, si la Universidad se especializa, es imposible que una persona abarque todos los contenidos que pueda aprender. Por ello, según la vocación de cada una, se especializan en una cosa u otra. Sin embargo, el elemento que hace que una Universidad la podamos nombrar como tal es que debe ser un órgano, debe coordinarse con la sociedad y el desarrollo personal para conseguir los conocimientos intelectuales. Entonces, existe una división entre dos “tipos” de universidades: 
– Científicas (como la alemana): la finalidad es únicamente la investigación. 
– Generales (como la inglesa): la finalidad es formarse para estar dentro de la sociedad, y la investigación es un medio para esa formación, pero no tiene un fin en sí mismo. 

#### La universidad alemana
Giner contemplaba la universidad alemana como la verdaderamente educativa, porque prescindía de la lección magistral, y eran los alumnos los que buscaban y elaboraban el conocimiento (la ciencia). Las instituciones universitarias de la ciencia eran la biblioteca, la academia y la cátedra, que servían como medio de difusión de la cultura científica. Por un lado, era una institución pública dotada de autonomía propia. A esto se le añade la existencia de una división en facultades. Allí tan solo estaban creadas las siguientes: Teología, Medicina, Derecho y Filosofía. En España llegarán más tarde, clasificándose en facultades de “ciencias” y de “letras”.
La competencia recae sobre los docentes. Estos crean cátedras, enseñan y participan en la investigación. Tienen un número obligado de ciertas lecciones u horas a enseñar, que podían ampliarse indefinidamente, y poseían cátedras fijas. Luego, aparecía la imagen del catedrático.
Entonces, para Giner de los Ríos, la investigación científica debería quedarse en un primer plano, ya que es la función que cumple toda universidad. El docente junto a su equipo debe dar respuesta a cuestiones que aún no son resueltas, pero a la vez debe tenerse en cuenta la formación de futuros investigadores que harán lo mismo que los docentes, así como la educación del personal científico que se destina al profesorado.

## Obras

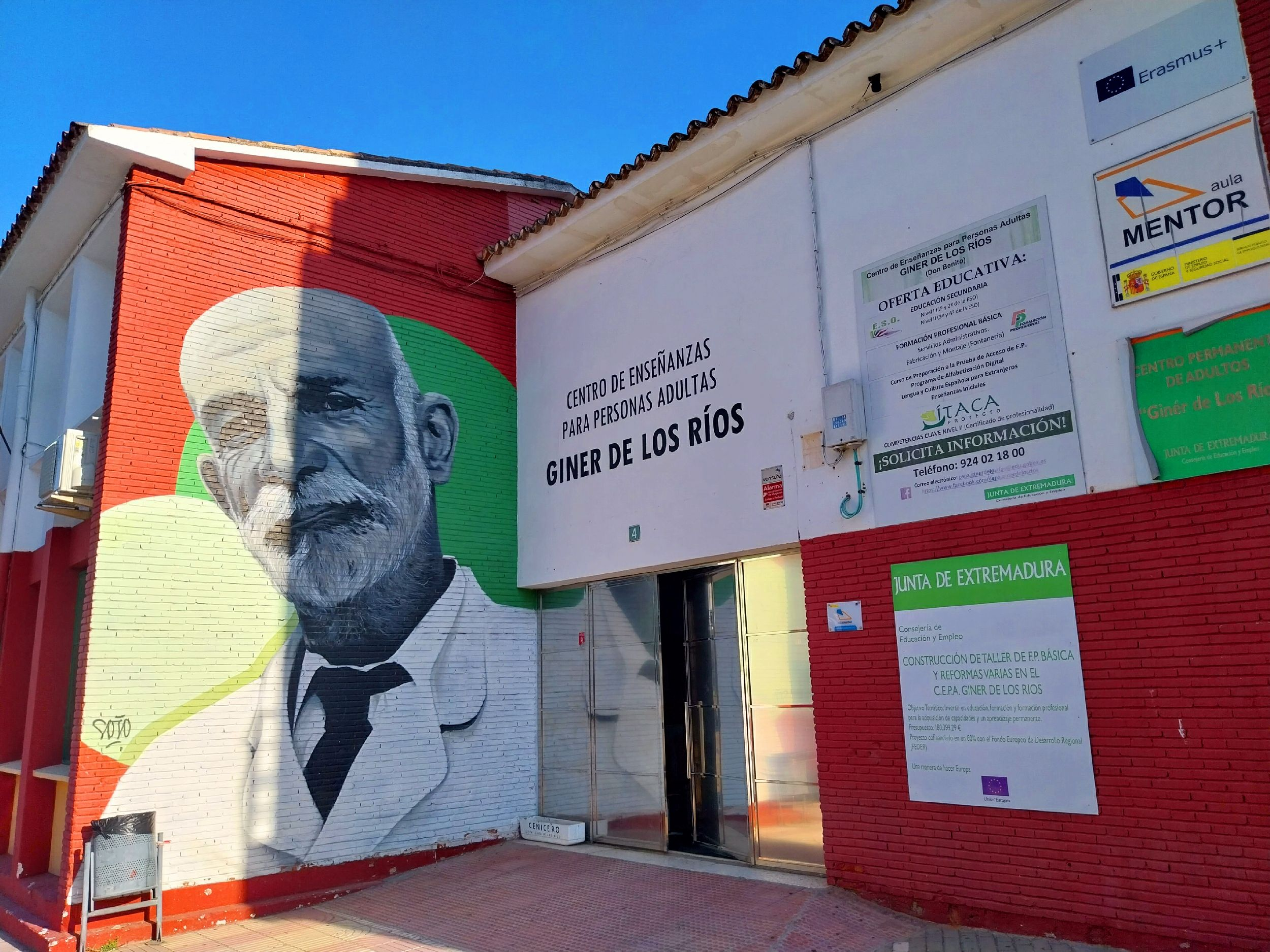
Centro de Educación de Personas Adultas (CEPA) Giner de los Ríos, en Don Benito, Badajoz

En la edición de las obras completas de Espasa-Calpe de 1933, las obras de Giner de los Ríos se agrupan así:
1. Principios de Derecho natural (1875).
2. La Universidad española. Incluye: Sobre reformas en nuestras universidades. Los estudios de facultad. Inconvenientes de la aglomeración de alumnos en nuestras clases. La universidad de Oviedo.
3. Estudios de Literatura y Arte (1876). Incluye El arte y las letras, ¿Qué es lo cómico?, Del género de poesía más propio de nuestro siglo, De la poesía épica, La música y sus medios de expresión estética, Poesía erudita y poesía vulgar, Dos reacciones literarias, Sobre el estudio de la retórica y la poética, Plan de un curso de principios elementales de literatura, Consideraciones sobre el desarrollo de la literatura moderna, Notas bibliográficas, Un poeta: don Ventura Ruiz Aguilera, La recepción del señor González Bravo y Dos folletos sobre el Quijote.
4. Lecciones sumarias de Psicología (1874).
5. Estudios jurídicos y políticos (1875). Incluye: Bases para la teoría de la propiedad. Sobre la transmisión de la propiedad. Sobre la vinculación de la propiedad. La política antigua y la política nueva. La soberanía política. Presente de la ciencia política y bases para su reforma.
6. Estudios filosóficos y religiosos (1876). Incluye: Condiciones del espíritu científico. Psicología comparada. Sobre clasificación de las ciencias. Apuntes para un programa de elementos de doctrina de la ciencia. Doctrina general de la ciencia. Sobre el concepto y división de la matemática. La ciencia de la forma. Religión y ciencia. La iglesia española. Los católicos viejos y el espíritu contemporáneo.
7. Estudios sobre educación (1886). Incluye: Instrucción y educación. El espíritu de la educación en la Institución Libre de Enseñanza. La enseñanza confesional y la escuela. La juventud y el movimiento social. Spencer y las buenas maneras. El alma del niño según Preyer. La pedagogía correccional o patológica. La educación moral en Japón.
8. La persona social. Estudios y fragmentos I (1899). Incluye: La persona social. Sobre la idea de la personalidad. La teoría de la persona social en los juristas y sociólogos de nuestro tiempo. Las personas sociales en la ética de Wundt. La segunda teoría de Wundt.
9. La persona social. Estudios y fragmentos II (1899). Incluye: El individuo y el estado. Un nuevo libro de Schaffle.
10. Pedagogía universitaria (1905). Incluye: Cuestiones contemporáneas. La historia de las universidades.
11. Filosofía y Sociología: Estudios de exposición y de crítica (1904). Incluye: La ciencia como función social. Espíritu y naturaleza. La historia del pensamiento de Platón. La clasificación de las ciencias según Wundt. La enseñanza de la filosofía. La acción moral de la juventud. Problemas urgentes de nuestra educación nacional. El concepto de la filosofía según Dilthey. La teoría energética de Ostwald. Sobre el llamado materialismo histórico de Marx y Engels. Notas de sociología.
12. Educación y enseñanza (1889). Incluye: Lo que necesitan nuestros aspirantes al profesorado. Maestros y catedráticos. Las vacaciones en los establecimientos de enseñanza. La verdadera descentralización en la enseñanza del estado. Grupos escolares. Sobre la educación técnica en la Institución Libre de Enseñanza. Campos escolares. El problema de la educación nacional y las clases "productoras". La enseñanza individual en la escuela.
13. Resumen de Filosofía del Derecho I (1898).
14. Resumen de Filosofía del Derecho II (1898).
15. Estudios sobre Artes industriales y cartas literarias. Incluye: El mobiliario. Los muebles en la edad antigua. El mobiliario europeo, desde el siglo VI al XII. La tapicería en Francia. Las custodias de nuestras iglesias. Cartas literarias.
16. Ensayos menores sobre educación y enseñanza I. Incluye: Descripción sumaria del proyecto de edificio para la Institución Libre de Enseñanza. Problemas urgentes de nuestra educación nacional. Notas pedagógicas. La futura Ley de instrucción pública. El edificio de la escuela. La nerviosidad y la educación según el doctor Pelman. La política y la escuela, según Kelsen. Juegos corporales.
17. Ensayos menores sobre educación y enseñanza II. Incluye: Las reformas del señor Pidal en la enseñanza de las maestras.[26] El decreto de la segunda enseñanza. Problemas de la segunda enseñanza. El curso superior de letras de Lisboa. Los trabajos de las alumnas de una escuela normal. Don Francisco Amorós, fundador de la gimnasia francesa. La enseñanza superior y técnica en Francia.
18. Ensayos menores sobre educación y enseñanza III. Incluye: Discusiones actuales sobre enseñanza en Inglaterra, según el doctor Fitch. Revista extranjera. Congresos de educación física. Los programas de la segunda enseñanza en las principales naciones, parte orgánica.
19. Informes del Comisario de Educación de los Estados Unidos.
20. Arqueología artística de la Península.
21. Notas a la Enciclopedia jurídica de Ahrens, de Gumersindo de Azcárate y Francisco Giner.[27] Contiene: Prólogo de Pablo de Azcárate. Índice general de la Enciclopedia jurídica. Vida y obras de Enrique Ahrens. Notas de Francisco Giner de los Ríos. Notas de Gumersindo de Azcárate. Nota de Joaquín Costa.

Las obras más difundidas de Giner son quizá: la Antología Pedagógica (edición de F. J. Laporta, Madrid, Santillana, 1977; 2.ª ed. 1988) y los Ensayos (edición de Juan López-Morillas, Madrid, Alianza, 1969).
Una de las más completas antologías de Giner puede encontrarse en Obras selectas (edición de Isabel Pérez-Villanueva Tovar, Madrid, Espasa Calpe, 2004). Asimismo, hay antologías más ligeras, como: El arte y las letras, y otros ensayos (edición de Ignacio Sotelo, Sevilla, Fundación José Manuel Lara, 2007).
Entre los textos menos conocidos pero muy entroncados con el pensamiento de la obra de Giner cabe mencionar el Compendio de Estética de Karl Christian Friedrich Krause, Sevilla, 1874 (Imp. de Gironés y Orduña); traducido por él y ampliado con la Teoría de la Música en una segunda edición (Imp. de la viuda de J. M. Pérez y Librería de Victoriano Suárez), Madrid, 1883 y posteriormente en (edición de Pedro Aullón de Haro, en Madrid, Verbum, 1995, 2.ª ed. ampliada 2009).